# Bayreuther Premierenbesetzungen der Götterdämmerung

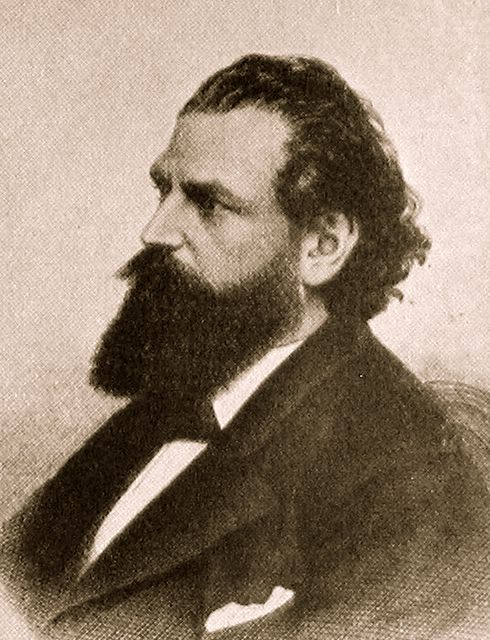
Georg Unger war der erste Siegfried bei den Bayreuther Festspielen 1876

Die Bayreuther Premierenbesetzungen der Götterdämmerung listen die Mitwirkenden aller Neuinszenierungen von Richard Wagners Götterdämmerung, dem vierten Teil und „Drittem Tag“ der Tetralogie Der Ring des Nibelungen, bei den Bayreuther Festspielen.

## Zur Aufführungsgeschichte
Die Uraufführung von Richard Wagners Götterdämmerung fand am 17. August 1876 im Rahmen der Richard-Wagner-Festspiele im Bayreuther Festspielhaus statt. Der Dirigent der Uraufführung war Hans Richter, bei dem Wagner jedoch die „Unsicherheit seiner Tempi“ beanstandete. Die Rolle des Siegfried sang der am Hoftheater Mannheim engagierte Tenor Georg Unger, mit dem Richard Wagner persönlich über mehrere Monate hinweg die Partie geprobt und einstudiert hatte. Dennoch blieb es bei diesem einzigen Engagement Ungers in Bayreuth.
Die Oper enthält mit „Siegfrieds Rheinfahrt“ in der Überleitung vom Vorspiel zum I. Aufzug und „Siegfrieds Trauermarsch“ (III. Aufzug) zwei Musikstücke, die auch Eingang in das Konzertrepertoire gefunden haben.

## Die Premierenbesetzungen
In der sechsten Spalte sind die Aufführungszahlen der jeweiligen Inszenierung angegeben bis einschließlich der Saison 2024.
| Uraufführung, 17. August 1876, Szenische Leitung: Karl Brandt, Dirigent: Hans Richter, Ausstattung: Josef Hoffmann, Emil Döpler, Choreographie: Richard Fricke                                                                     |                     |                                                          |                                                              |                                                     |    |  |
| Gustav Siehr Eugen Gura Karl Hill | Georg Unger         | Amalie Materna Louise Jaide Mathilde Weckerlin           | Johanna Jachmann-Wagner Josephine Scheffzsky Friederike Grün | Lilli Lehmann Marie Lehmann Minna Lammert           | 3  |  |
| Neuinszenierung, 1896, Inszenierung: Cosima Wagner, Dirigenten: Hans Richter, Felix Mottl, Siegfried Wagner, Choreinstudierung: Julius Kniese, Ausstattung: Max Brückner, Paul von Joukowsky (bis 1931)                            |                     |                                                          |                                                              |                                                     |    |  |
| Johannes Elmblad Carl Gross Fritz Friedrichs | Wilhelm Grüning     | Lilli Lehmann Ernestine Schumann-Heink Luise Reuss-Belce | Olive Fremstad Marie Lehmann Luise Reuss-Belce               | Josefine von Artner Katharina Rosing Olive Fremstad | 41 |  |
| Heinz Tietjen, 1933, Dirigent: Karl Elmendorff, Choreinstudierung: Hugo Rüdel, Ausstattung: Emil Preetorius, Kurt Palm (bis 1942)                                                                                                  |                     |                                                          |                                                              |                                                     |    |  |
| Emanuel List Herbert Janssen Robert Burg | Max Lorenz          | Frida Leider Enid Szánthó Käthe Heidersbach              | Sigrid Onegin Melitta Amerling Kirsten Flagstad              | Marcelle Bunlet Hildegard Weigel Margery Booth      | 18 |  |
| Wieland Wagner, 31. Juli 1951, Dirigent: Hans Knappertsbusch, Choreinstudierung: Wilhelm Pitz, Bühnenbild: Wieland Wagner, Kostüme: Ingrid Jorissen (bis 1958)                                                                     |                     |                                                          |                                                              |                                                     |    |  |
| Ludwig Weber Hermann Uhde Heinrich Pflanzl | Bernd Aldenhoff     | Astrid Varnay Elisabeth Höngen Martha Mödl               | Rut Siewert Ira Malaniuk Martha Mödl                         | Elisabeth Schwarzkopf Hanna Ludwig Hertha Töpper    | 40 |  |
| Wolfgang Wagner, 26. Juli 1960, Dirigent: Rudolf Kempe, Choreinstudierung: Wilhelm Pitz, Ausstattung: Wolfgang Wagner, Kostüme: Kurt Palm (bis 1964)                                                                               |                     |                                                          |                                                              |                                                     |    |  |
| Gottlob Frick Thomas Stewart Otakar Kraus | Hans Hopf           | Birgit Nilsson Grace Hoffman Ingrid Bjoner               | Rut Siewert Grace Hoffman Aase Nordmo Løvberg                | Dorothea Siebert Claudia Hellmann Sona Cervená      | 8  |  |
| Wieland Wagner, 25. Juli 1965, Dirigent: Karl Böhm, Choreinstudierung: Wilhelm Pitz, Bühnenbild: Wieland Wagner, Kostüme: Kurt Palm (bis 1969)                                                                                     |                     |                                                          |                                                              |                                                     |    |  |
| Josef Greindl Thomas Stewart Gustav Neidlinger | Wolfgang Windgassen | Birgit Nilsson Kerstin Meyer Ludmila Dvořáková           | Lili Chookasian Ursula Boese Anja Silja                      | Dorothea Siebert Helga Dernesch Kerstin Meyer       | 12 |  |
| Wolfgang Wagner, 26. Juli 1970, Dirigent: Horst Stein, Choreinstudierung: Wilhelm Pitz, Ausstattung: Wolfgang Wagner, Kostüme: Kurt Palm (bis 1975)                                                                                |                     |                                                          |                                                              |                                                     |    |  |
| Karl Ridderbusch Norman Bailey Gustav Neidlinger | Jean Cox            | Berit Lindholm Anna Reynolds Janis Martin                | Marga Höffgen Anna Reynolds Liane Synek                      | Hannelore Bode Inger Paustian Sylvia Anderson       | 16 |  |
| Patrice Chéreau, 24. Juli 1976, Dirigent: Pierre Boulez, Choreinstudierung: Norbert Balatsch, Bühnenbild: Richard Peduzzi, Kostüme: Jacques Schmidt, Licht: Manfred Voss (bis 1980)                                                |                     |                                                          |                                                              |                                                     |    |  |
| Karl Ridderbusch Jerker Arvidson Zoltan Kelemen | Jess Thomas         | Gwyneth Jones Yvonne Minton Irja Aurora                  | Ortrun Wenkel Dagmar Trabert Hannelore Bode                  | Yoko Kawahara Ilse Gramatzki Adelheid Krauss        | 17 |  |
| Peter Hall, 25. Juli 1983, Dirigent: Sir Georg Solti, Choreinstudierung: Norbert Balatsch, Ausstattung: William Dudley (bis 1986)                                                                                                  |                     |                                                          |                                                              |                                                     |    |  |
| Aage Haugland Bent Norup Hermann Becht | Jean Cox            | Hildegard Behrens Brigitte Fassbaender Josephine Barstow | Anne Gjevang Anne Wilkens Anne Evans                         | Agnes Habereder Diana Montague Birgitta Svendén     | 13 |  |
| Harry Kupfer, 27. Juli 1988, Dirigent: Daniel Barenboim, Choreinstudierung: Norbert Balatsch, Bühnenbild: Hans Schavernoch, Kostüme: Jacques Schmidt, Licht: Manfred Voss (bis 1992)                                               |                     |                                                          |                                                              |                                                     |    |  |
| Philip Kang Bodo Brinkmann Günter von Kannen | Reiner Goldberg     | Deborah Polaski Waltraud Meier Eva-Maria Bundschuh       | Anne Gjevang Linda Finnie Lia Frey-Rabine                    | Hilde Leidland Annette Küttenbaum Jane Turner       | 16 |  |
| Alfred Kirchner, 26. Juli 1994, Dirigent: James Levine, Choreinstudierung: Norbert Balatsch, Ausstattung: Rosalie, Licht: Manfred Voss (bis 1998)                                                                                  |                     |                                                          |                                                              |                                                     |    |  |
| Eric Halfvarson Falk Struckmann Ekkehard Wlaschiha | Wolfgang Schmidt    | Deborah Polaski Hanna Schwarz Anna Linden                | Birgitta Svendén Violeta Urmana Frances Ginzer               | Joyce Guyer Sarah Fryer Jane Turner                 | 16 |  |
| Jürgen Flimm, 26. Juli 2000, Dirigent: Giuseppe Sinopoli, Choreinstudierung: Eberhard Friedrich; Bühnenbild: Erich Wonder, Kostüme: Florence von Gerkan (bis 2004)                                                                 |                     |                                                          |                                                              |                                                     |    |  |
| John Tomlinson Hans-Joachim Ketelsen Günter von Kannen | Wolfgang Schmidt    | Gabriele Schnaut Violeta Urmana Ricarda Merbeth          | Mette Ejsing Irmgard Vilsmaier Judit Nemeth                  | Dorothee Jansen Natascha Petrinsky Laura Nykänen    | 16 |  |
| Tankred Dorst, 26. Juli 2006, Dirigent: Christian Thielemann, Choreinstudierung: Eberhard Friedrich; Bühnenbild: Frank Philipp Schlößmann, Kostüme: Bernd Ernst Skodzig (bis 2010)                                                 |                     |                                                          |                                                              |                                                     |    |  |
| Hans-Peter König Alejandro Marco-Buhrmester Andrew Shore | Stephen Gould       | Linda Watson Mihoko Fujimura Gabriele Fontana            | Janet Collins Martina Dike Iréne Theorin                     | Fionnuala McCarthy Ulrike Helzel Marina Prudenskaya | 16 |  |
| Frank Castorf, 26. Juli 2013, Dirigent: Kirill Petrenko, Choreinstudierung: Eberhard Friedrich, Bühnenbild: Aleksandar Denić, Kostüme: Adriana Braga Peretzki, Licht: Rainer Casper, Video: Andreas Deinert, Jens Crull (bis 2017) |                     |                                                          |                                                              |                                                     |    |  |
| Attila Jun Alejandro Marco-Buhrmester Martin Winkler | Lance Ryan          | Catherine Foster Claudia Mahnke Allison Oakes            | Okka von der Damerau Claudia Mahnke Christiane Kohl          | Mirella Hagen Julia Rutigliano Okka von der Damerau | 16 |  |
| Valentin Schwarz, 5. August 2022, Dirigent: Cornelius Meister, Bühne: Andrea Cozzi, Kostüme: Andy Besuch, Licht: Reinhard Traub, Dramaturgie: Konrad Kuhn (laufend)                                                                |                     |                                                          |                                                              |                                                     |    |  |
| Albert Dohmen Michael Kupfer-Radecky Olafur Sigurdarson | Clay Hilley         | Iréne Theorin Christa Mayer Elisabeth Teige              | Okka von der Damerau Stéphanie Müther Kelly God              | Lea-ann Dunbar Stephanie Houtzeel Katie Stevenson   | 8  |  |